# Джеремі Стронг (актор)
Джеремі Стронг (англ. Jeremy Strong; нар. 25 грудня 1978) — американський актор. Найбільш відомий своєю роллю Кендалла Роя в телесеріалі HBO «Спадкоємці» (2018—2023), за який він отримав премію «Еммі» за найкращу чоловічу роль у драматичному телесеріалі у 2020 році.
Стронг також з'являвся в ряді фільмів, у тому числі «Лінкольн» (2012), «Тридцять хвилин по півночі» (2012), «Сельма» (2014), «Гра на пониження» (2015), «Гра Моллі» (2017), «Джентльмени» (2019), «Суд над чиказькою сімкою» (2020). Номінант на всі головні премії «сезону кінонагород», зокрема «Оскар», за роль правознавця та прокурора Роя Кона в трагікомедії «Учень. Історія Трампа» (2024).

## Раннє життя
Народився в Бостоні 25 грудня 1978 року в сім'ї матері — медсестри в готелі, та батька, який працював в ювенальній юстиції. Він відвідував державні школи в міському районі Ямайка Плейн, поки йому не виповнилося 10 років. Оскільки його батьки не могли дозволити собі поїхати у відпустку за межі Бостона, вони встановили каное на шлакоблоках на задньому дворі; Стронг і його брати часто сиділи в ньому і вдавали, що подорожують.
Коли Стронгу було 10 років, його батьки переїхали до передмістя Садбері. Стронг згадує Садбері як «своєрідне місто-приватний клуб, до якого ми не входили». Його інтерес до акторської майстерності почався саме там, коли він почав працювати в дитячому театральному колективі та виступав у мюзиклах.
Серед його партнерів була старша сестра Кріса Еванса; Еванс пам'ятає, що вже тоді був вражений виступами Стронга. Пізніше він сам буде грати Деметрія разом зі Стронгом у ролі Боттома у «Сні літньої ночі». «Для мене він був свого роду знаменитістю», — каже Еванс.
Наприкінці 1990-х Стронг працював на знімальних майданчиках декількох фільмів, зокрема «Амістад», де тримав підвісний мікрофон над Ентоні Гопкінсом.

## Освіта
Після закінчення середньої школи Стронг подав документи до коледжів з рекомендаційним листом від DreamWorks, які працювали над «Амістадом». Він був прийнятий в Єльський університет і отримав стипендію, маючи намір вивчати драму. У перший день на заняттях обговорення професора про Костянтина Станіславського та супровідні ілюстрації на дошці здались йому настільки дивними, що він вирішив негайно змінити спеціальність на англістику .
Стронг продовжував зніматися і відзначився в ряді п'єс у Єльському університеті, усі з яких були створені студентами Єльської драматичної асоціації, відомої як «Dramat».
Протягом одного літа в Єльському університеті Стронг пройшов стажування у продюсерській компанії Хоффмана. Він також навчався в Королівській академії драматичного мистецтва в Лондоні та театрі Steppenwolf у Чикаго.

## Кар'єра

### 2001—2008: Ранні роки на сцені
Після Єльського університету Стронг переїхав до Нью-Йорку в 2001 році. Він жив у маленькій квартирі в Сохо, над рестораном, в якому працював офіціантом (серед інших робіт), у стані, який він описував «позолоченою убогістю», цитуючи Френсіса Бекона. У вільний від роботи час він переконав місцеві офіси FedEx дати йому кілька безкоштовних конвертів, у які він поклав записи, на яких він виконував монологи, щоб особисто роздати їх агентствам. Майже рік він не отримував жодних дзвінків для прослуховування. Друг юності Стронга, Кріс Еванс, який досяг успіху у «Недитячому кіно», безуспішно намагався презентувати Стронга через Creative Artists Agency, яке представляло його.
У 2004 році він отримав роль у виставі «Вишневий сад» із Джесікою Честейн, Крісом Мессіною та Мішель Вільямс, з якими подружився і наприкінці 2000-х час від часу жив у підвалі таунхаусу Вільямс у бруклінському районі Боерум-Гілл, коли не міг дозволити собі жити в іншому місці. У середині 2000-х він працював друкарем у драматурга Венді Вассерштейн, друкуючи її рукописи. Вечорами він виконував роль ірландця-алкоголіка в моноспектаклі Конора Макферсона в невеликому барі Мідтауна; після того, як Вассерштейн дізналася, скільки часу Стронг проводив, спостерігаючи за ірландським швейцаром у її будівлі, вона подумала про написання п'єси про них, але не змогла завершити її до своєї смерті в 2006 році.
На той час Стронг почав отримувати ролі в оф-бродвейських театрах. Він брав участь у збройних тренуваннях армії в Кемп-Леджейн, щоб підготуватися до своєї ролі солдата у виставі «Непокора» Джона Патріка Шенлі і занурився в голландську філософію початку 17-го століття, щоб грати молодого Бенедикта Спінозу у виставі «Новий Єрусалим» Девіда Айвза у 2008 році.

### 2009— дотепер: Фільми та творчий доробок

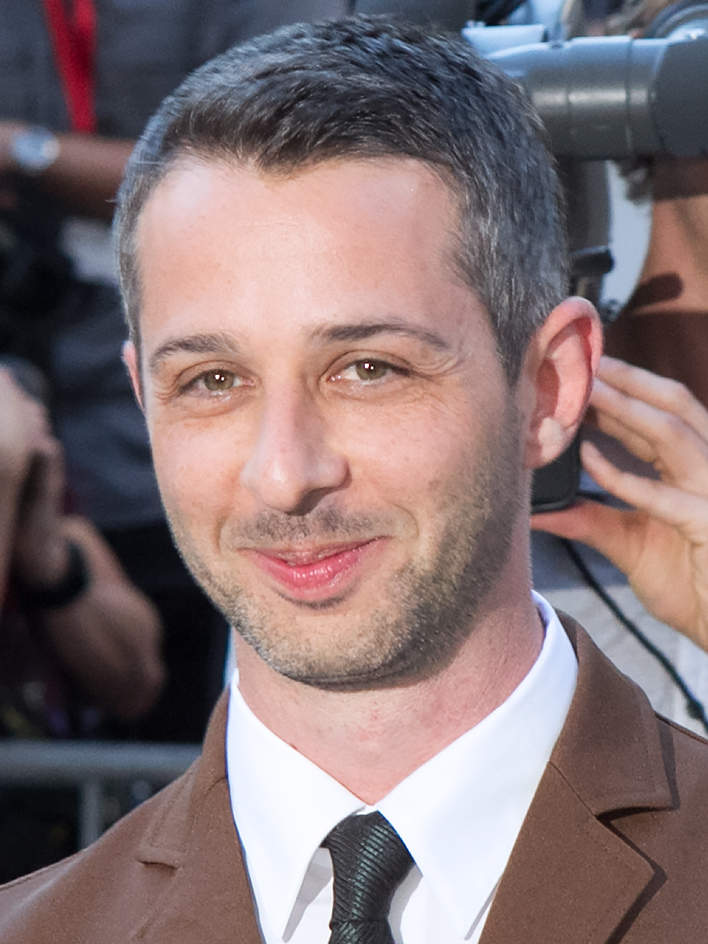
На кінофестивалі в Торонто, вересень 2014 року

Пізніше того ж року Стронг дебютував на Бродвеї у виставі «Людина на всі сезони». Він був обраний Театром Лінкольн-Центру як стипендіат Леонори Анненберг у 2008/2009 роках і двічі протягом трьох років був номінований на премію Люсіль Лортель за найкращу головну роль. Роль у «Непокорі» допомогла Стронгу отримати першу кінороль у фільмі «Округ Гумбольдт». Згодом він з'являвся у таких фільмах, як «Лінкольн» разом із Деніелом Дей-Льюїсом у ролі секретаря Лінкольна Джона Джорджа Ніколая, «Тридцять хвилин по півночі», «Сельма» та «Суд над чиказькою сімкою».
Він повинен був зіграти головну роль солдата у великому фільмі вперше у «Детройті» Кетрін Біґелоу, для чого практикував свою стрілецьку майстерність, але був звільнений з фільму після першого ж дня зйомок, бо, за словами режисерки, його персонаж не вписувався у фільм. Пізніше Стронг умовив її віддати йому іншу, меншу роль.
У 2019 році Стронг зіграв мільярдера в кримінальній комедії Гая Річі «Джентльмени», яку через два роки в інтерв'ю The New Yorker відмовився навіть обговорювати.
Роль Стронга у фільмі Адама Маккея «Гра на пониження» змусила Маккея запропонувати йому роль у серіалі HBO «Спадкоємці». Спочатку Стронга цікавила роль Романа Роя, гострого на язик молодшого сина сім'ї, але після того, як роль була віддана Кірану Калкіну, Стронга запитали, чи є інша роль, яка його цікавить, і він вибрав Кендалла, середнього сина, який бореться за власний момент слави і вірить, що йому під силу керувати сімейною компанією. Робота Стронга в цій ролі отримала широке визнання критиків і принесла йому премію «Еммі» за найкращу чоловічу роль у драматичному серіалі у 2020 році.
У 2024 році виконав роль правознавця, прокурора Роя Кона в трагікомедії «Учень. Історія Трампа». Робота актора у фільмі була високо сприйнята критиками та відзначена номінаціями на всі головні премії «сезону кінонагород», зокрема «Оскар», «Золотий глобус», BAFTA та премію Гільдії кіноакторів США.

## Особисте життя
У 2016 році Стронг одружився з Еммою Волл, датським психіатром; вони познайомилися за чотири роки до того на вечірці в Нью-Йорку під час урагану Сенді. У них є три доньки, які народилися в квітні 2018, листопаді 2019 та вересні 2021 років. Вони проживають у Нью-Йорку та мають будинок у Копенгагені, а також будинок для відпочинку на узбережжі Данії в Тісвільде. «Я не відчуваю там стресу», — каже він. «Я не відчуваю себе колонізованим усіма бажаючими і потребуючими».

## Фільмографія

### Фільми
| Рік  |    | Українська назва           | Оригінальна назва            | Роль                |
| ---- | -- | -------------------------- | ---------------------------- | ------------------- |
| 2008 | ф  | Округ Гумбольдт            | Humboldt County              | Пітер               |
| 2008 | ф  | Явище                      | The Happening                | рядовий Остер       |
| 2009 | ф  | Посланець                  | The Messenger                | солдат              |
| 2009 | ф  | Вбити тата На добраніч     | Kill Daddy Good Night        | Брюс                |
| 2009 | ф  | Високий контакт            | Contact High                 | Карлос              |
| 2010 | ф  | Романтики                  | The Romantics                | Піт                 |
| 2010 | кф | Так                        | Yes                          | чоловік             |
| 2011 | кф | Любов як життя, але довша  | Love Is Like Life But Longer | сліпий чоловік      |
| 2012 | ф  | Лінкольн                   | Lincoln                      | Джон Джордж Ніколай |
| 2012 | ф  | Робот і Френк              | Robot & Frank                | Джейк               |
| 2012 | кф | Будь ласка, Альфонсо       | Please, Alfonso              | Брендон             |
| 2012 | ф  |                            | See Girl Run                 | Альфонсо            |
| 2012 | ф  | Тридцять хвилин до півночі | Zero Dark Thirty             | Томас               |
| 2013 | ф  | Паркленд                   | Parkland                     | Лі Гарві Освальд    |
| 2014 | ф  | Суддя                      | The Judge                    | Дейл Палмер         |
| 2014 | ф  | Час поза розумом           | Time Out of Mind             | Джек                |
| 2014 | ф  | Сельма                     | Selma                        | Джеймс Ріб          |
| 2015 | ф  | Чорна Меса                 | Black Mass                   | Джош Бонд           |
| 2015 | ф  | Гра на пониження           | The Big Short                | Вінні Деніел        |
| 2017 | ф  | Детройт                    | Detroit                      | адвокат Ланг        |
| 2017 | ф  | Гра Моллі                  | Molly's Game                 | Дін Кіт             |
| 2019 | ф  | Море спокуси               | Serenity                     | Рід Міллер          |
| 2019 | ф  | Джентльмени                | The Gentlemen                | Метью Бергер        |
| 2020 | ф  | Суд над Чиказькою сімкою   | The Trial of the Chicago 7   | Джеррі Рубін        |
| 2022 | ф  | Час Армагеддону            | Armageddon Time              | Ірвніг Графф        |
| 2024 | ф  | Учень. Історія Трампа      | The Apprentice               | Рой Кон             |
| 2025 | ф  | Позбав мене від небуття    | Deliver Me from Nowhere      | Джон Ландау         |

### Телебачення
| Рік         | Назва         | Роль        | Примітки    |
| ----------- | ------------- | ----------- | ----------- |
| 2011 — 2013 | Гарна дружина | Метт Бекер  | 5 епізодів  |
| 2013        | Mob City      | Майк Хендрі | 4 епізоди   |
| 2016        | Майстри сексу | Арт Дрізен  | 9 епізодів  |
| 2018 — 2023 | Спадкоємці    | Кендалл Рой | 39 епізодів |

## Нагороди й номінації
| Нагорода                               | Рік  | Категорія                                                                  | Робота                   | Результат |
| -------------------------------------- | ---- | -------------------------------------------------------------------------- | ------------------------ | --------- |
| Золотий глобус                         | 2022 | Найкраща чоловіча роль у телесеріалі — драма                               | Спадкоємці               | Перемога  |
| Золотий глобус                         | 2024 | Найкраща чоловіча роль у телесеріалі — драма                               | Спадкоємці               | Номінація |
| Золотий глобус                         | 2025 | Найкраща чоловіча роль другого плану                                       | Учень. Історія Трампа    | Номінація |
| Прайм-тайм премія «Еммі»               | 2020 | Найкраща чоловіча роль у драматичному телесеріалі                          | Спадкоємці               | Перемога  |
| Прайм-тайм премія «Еммі»               | 2022 | Найкраща чоловіча роль у драматичному телесеріалі                          | Спадкоємці               | Номінація |
| Прайм-тайм премія «Еммі»               | 2023 | Найкраща чоловіча роль у драматичному телесеріалі                          | Спадкоємці               | Номінація |
| BAFTA                                  | 2025 | Найкраща чоловіча роль другого плану                                       | Учень. Історія Трампа    | Номінація |
| Премія Гільдії кіноакторів             | 2016 | Найкращий акторський склад у фільмі                                        | Гра на пониження         | Номінація |
| Премія Гільдії кіноакторів             | 2021 | Найкращий акторський склад у фільмі                                        | Суд над чиказькою сімкою | Перемога  |
| Премія Гільдії кіноакторів             | 2022 | Найкраща чоловіча роль у драматичному серіалі                              | Спадкоємці               | Номінація |
| Премія Гільдії кіноакторів             | 2022 | Найкращий акторський склад у драматичному серіалі                          | Спадкоємці               | Перемога  |
| Премія Гільдії кіноакторів             | 2025 | Найкраща чоловіча роль другого плану                                       | Учень. Історія Трампа    | Номінація |
| Супутник                               | 2019 | Найкраща чоловіча роль другого плану в серіалі, мінісеріалі або телефільмі | Спадкоємці               | Перемога  |
| Супутник                               | 2022 | Найкраща чоловіча роль у драматичному серіалі                              | Спадкоємці               | Номінація |
| Вибір телевізійних критиків            | 2020 | Найкраща чоловіча роль у драматичному серіалі                              | Спадкоємці               | Перемога  |
| Вибір телевізійних критиків            | 2020 | Найкраща чоловіча роль у драматичному серіалі                              | Спадкоємці               | Номінація |
| Премія Асоціації телевізійних критиків | 2020 | Індивідуальні досягнення в драмі                                           | Спадкоємці               | Номінація |
| Премія Асоціації телевізійних критиків | 2022 | Індивідуальні досягнення в драмі                                           | Спадкоємці               | Номінація |
| HCA TV Awards                          | 2022 | Найкращий актор у телевізійному або кабельному серіалі, драма              | Спадкоємці               | Номінація |